# Tirotropinski receptor
Tirotropinski receptor (ili TSH receptor) je receptor koji odgovara na tireostimulišući hormon (takođe poznat kao "tirotropin", i stimuliše produkciju tiroksina (T4) i trijodotironina (T3). TSH receptor je član familij G protein-spregnutih receptora, integralnih membranskih proteina. Ovaj receptor je spregnut sa .
One je prvenstveno nađen na površini tiroidnih epitelskih ćelija.

## Literatura
1. ↑  Farid NR, Szkudlinski MW (2004). „Minireview: structural and functional evolution of the thyrotropin receptor”. Endocrinology. 145 (9): 4048—57. PMID 15231707. doi:10.1210/en.2004-0437.
2. ↑  Calebiro D, Nikolaev VO, Lohse MJ (2010). „Imaging of persistent cAMP signaling by internalized G protein-coupled receptors”. J. Mol. Endocrinol. 45 (1): 1—8. PMID 20378719. doi:10.1677/JME-10-0014.

## Dodatna literatura
- Führer D, Wonerow P, Willgerodt H, Paschke R (1998). „Identification of a new thyrotropin receptor germline mutation (Leu629Phe) in a family with neonatal onset of autosomal dominant nonautoimmune hyperthyroidism.”. J. Clin. Endocrinol. Metab. 82 (12): 4234—8. PMID 9398746. doi:10.1210/jc.82.12.4234.
- Farid NR, Kascur V, Balazs C (2000). „The human thyrotropin receptor is highly mutable: a review of gain-of-function mutations.”. Eur. J. Endocrinol. 143 (1): 25—30. PMID 10870027. doi:10.1530/eje.0.1430025.
- Szkudlinski MW, Fremont V, Ronin C, Weintraub BD (2002). „Thyroid-stimulating hormone and thyroid-stimulating hormone receptor structure-function relationships.”. Physiol. Rev. 82 (2): 473—502. PMID 11917095. doi:10.1152/physrev.00031.2001.
- Tonacchera M; Vitti P; De Servi M;  . (2004). „Gain of function TSH receptor mutations and iodine deficiency: implications in iodine prophylaxis.”. J. Endocrinol. Invest. 26 (2 Suppl): 2—6. PMID 12762632.
- Arturi F; Scarpelli D; Coco A;  . (2004). „Thyrotropin receptor mutations and thyroid hyperfunctioning adenomas ten years after their first discovery: unresolved questions.”. Thyroid. 13 (4): 341—3. PMID 12804102. doi:10.1089/105072503321669811.
- Vaidya B; Campbell V; Tripp JH;  . (2004). „Premature birth and low birth weight associated with nonautoimmune hyperthyroidism due to an activating thyrotropin receptor gene mutation.”. Clin. Endocrinol. (Oxf). 60 (6): 711—8. PMID 15163335. doi:10.1111/j.1365-2265.2004.02040.x.
- Takeshita A; Nagayama Y; Fujiyama K;  . (1992). „Molecular cloning and sequencing of an alternatively spliced form of the human thyrotropin receptor transcript.”. Biochem. Biophys. Res. Commun. 188 (3): 1214—9. PMID 1445355. doi:10.1016/0006-291X(92)91360-3.
- Graves PN, Tomer Y, Davies TF (1992). „Cloning and sequencing of a 1.3 KB variant of human thyrotropin receptor mRNA lacking the transmembrane domain.”. Biochem. Biophys. Res. Commun. 187 (2): 1135—43. PMID 1530609. doi:10.1016/0006-291X(92)91315-H.
- Loosfelt H; Pichon C; Jolivet A;  . (1992). „Two-subunit structure of the human thyrotropin receptor.”. Proc. Natl. Acad. Sci. U.S.A. 89 (9): 3765—9. PMC 525571 . PMID 1570295. doi:10.1073/pnas.89.9.3765.
- Nagayama Y; Russo D; Wadsworth HL;  . (1991). „Eleven amino acids (Lys-201 to Lys-211) and 9 amino acids (Gly-222 to Leu-230) in the human thyrotropin receptor are involved in ligand binding.”. J. Biol. Chem. 266 (23): 14926—30. PMID 1651314.
- Murakami M, Mori M (1990). „Identification of immunogenic regions in human thyrotropin receptor for immunoglobulin G of patients with Graves' disease.”. Biochem. Biophys. Res. Commun. 171 (1): 512—8. PMID 1697467. doi:10.1016/0006-291X(90)91423-P.
- Heldin NE, Gustavsson B, Westermark K, Westermark B (1992). „A somatic point mutation in a putative ligand binding domain of the TSH receptor in a patient with autoimmune hyperthyroidism.”. J. Clin. Endocrinol. Metab. 73 (6): 1374—6. PMID 1955520. doi:10.1210/jcem-73-6-1374.
- Libert F; Passage E; Lefort A;  . (1991). „Localization of human thyrotropin receptor gene to chromosome region 14q3 by in situ hybridization.”. Cytogenet. Cell Genet. 54 (1-2): 82—3. PMID 2249482. doi:10.1159/000132964.
- Frazier AL; Robbins LS; Stork PJ;  . (1991). „Isolation of TSH and LH/CG receptor cDNAs from human thyroid: regulation by tissue specific splicing.”. Mol. Endocrinol. 4 (8): 1264—76. PMID 2293030. doi:10.1210/mend-4-8-1264.
- Misrahi M; Loosfelt H; Atger M;  . (1990). „Cloning, sequencing and expression of human TSH receptor.”. Biochem. Biophys. Res. Commun. 166 (1): 394—403. PMID 2302212. doi:10.1016/0006-291X(90)91958-U.
- Nagayama Y, Kaufman KD, Seto P, Rapoport B (1990). „Molecular cloning, sequence and functional expression of the cDNA for the human thyrotropin receptor.”. Biochem. Biophys. Res. Commun. 165 (3): 1184—90. PMID 2558651. doi:10.1016/0006-291X(89)92727-7.
- Libert F; Lefort A; Gerard C;  . (1990). „Cloning, sequencing and expression of the human thyrotropin (TSH) receptor: evidence for binding of autoantibodies.”. Biochem. Biophys. Res. Commun. 165 (3): 1250—5. PMID 2610690. doi:10.1016/0006-291X(89)92736-8.
- Cuddihy RM, Bryant WP, Bahn RS (1996). „Normal function in vivo of a homozygotic polymorphism in the human thyrotropin receptor.”. Thyroid. 5 (4): 255—7. PMID 7488864. doi:10.1089/thy.1995.5.255.
- Bahn RS, Dutton CM, Heufelder AE, Sarkar G (1994). „A genomic point mutation in the extracellular domain of the thyrotropin receptor in patients with Graves' ophthalmopathy.”. J. Clin. Endocrinol. Metab. 78 (2): 256—60. PMID 7508946. doi:10.1210/jc.78.2.256.
- Sunthornthepvarakui T, Gottschalk ME, Hayashi Y, Refetoff S (1995). „Brief report: resistance to thyrotropin caused by mutations in the thyrotropin-receptor gene.”. N. Engl. J. Med. 332 (3): 155—60. PMID 7528344. doi:10.1056/NEJM199501193320305.

## Spoljašnje veze
- „Glycoprotein Hormone Receptors: TSH”. IUPHAR Database of Receptors and Ion Channels. International Union of Basic and Clinical Pharmacology. Архивирано из оригинала 01. 11. 2013. г.
- Thyrotropin+Receptors на 